# Samuel Keller
Samuel Keller (Pseudonym: Ernst Schrill, * 15. März 1856 in Sankt Petersburg; † 14. November 1924 in Freiburg im Breisgau) war ein Schweizer evangelischer Theologe, Evangelist und Schriftsteller von geistlicher Literatur, Erzählungen und Romanen.

## Leben
Samuel Keller war der Sohn des aus schaffhausischen Siblingen stammenden Schweizer Lehrers Johannes Keller und seiner aus dem Baltikum stammenden Ehefrau Christine, geborene Hesse, durch die Samuel Keller mit Hermann Hesse verwandt war. Er wuchs auf der Insel Oesel auf, die heute zu Estland gehört, und im dortigen Arensburg besuchte er das Gymnasium. 1875 bis 1879 studierte er evangelische Theologie an der Kaiserlichen Universität Dorpat und wirkte anschließend als Hilfsprediger der estnischen Gemeinde in Sankt Petersburg. Im Oktober 1880 erhielt er eine Pfarrstelle in Grunau im Siedlungsgebiet der Schwarzmeerdeutschen, wo er mit seiner Frau hinzog. Ab 1884 betreute er die Gemeinde der Krimdeutschen mit Sitz in Neusatz, die um die 20.000 Personen aus verschiedenen Ethnien umfasste und sich auf 104 Ortschaften verteilte.
1891 musste Samuel Keller wegen Drohungen des orthodoxen Bischofs und aus politischen Gründen nach Deutschland flüchten, wo er die Stelle eines Generalsekretärs des neugegründeten Deutschen Sittlichkeitsbundes annahm. Adolf Stoecker hätte Samuel Keller, mit dem er zusammen auf einer Versammlung gesprochen hatte, „am liebsten ganz für die Stadtmission gewonnen“. 1892 wechselte er auf eine Pfarrstelle in Düsseldorf, wo er nebst den geistlichen Diensten eine Kleinkinderschule gründete. 
Im März 1898 gab er diese Stelle auf und zog nach Freiburg im Breisgau, von wo aus er in den folgenden Jahrzehnten als erfolgreicher Prediger und Publizist für die evangelische Evangelisation wirkte. Sein Einsatzgebiet erstreckte sich auf ganz Deutschland, aber er nahm auch Einladungen in Österreich, der Schweiz,
Frankreich, England, Schweden, Norwegen, Dänemark und Italien an.
1902 war Keller Mitbegründer des „Eisenacher Bundes“, einer Unterstützerorganisation der im 19. Jahrhundert entstandenen pietistischen „Gemeinschaftsbewegung“; von 1902 bis 1916 gab er die Monatszeitschrift Auf Dein Wort heraus. Während des Ersten Weltkrieges unterstützte Keller die deutsche Kriegsanstrengung durch eine Vielzahl von patriotisch-theologischen Vorträgen und Veröffentlichungen. Der Evangelist und frühere Pastor der Berliner Stadtmission Paul Le Seur hielt in seinen Lebenserinnerungen fest, dass er mit dem „Deutschrussen“ Pastor Samuel Keller durch dessen Versammlungen in Berlin „freundlich verbunden war“. Keller fuhr nach der  Mobilmachung am 1. August 1914 von Freiburg nach Berlin, „um dort in der Stadtmissionskirche Pastor Le Seur zu vertreten“.
Neben theologischen Texten verfasste Samuel Keller unter dem Pseudonym „Ernst Schrill“, das er in Russland gewählt hatte, auch erzählende Werke, die meist auf Erfahrungen des Autors während seines Aufenthalts in den jungen Jahren in Russland basieren.
Nach dem Ende des Ersten Weltkriegs 1918 ließen seine Kräfte nach, trotzdem übernahm er 1921 eine Pfarrstelle in Wickersheim im Elsass. 1922 erlitt er den ersten Schlaganfall, der ihm das Reden weitgehend verunmöglichte. 1924, kurz vor seinem Tod, konnte er in Basel einen letzten Vortrag halten. Dann kehrte er nach Freiburg zurück, wo er in einer Klinik seine letzten Tage verbrachte.

## Familie
Samuel Keller war mit Elisabeth, genannt Etty, Clever, einer Tochter von Franz Ferdinand Clever, verheiratet.

## Schriften
- Warum treiben wir Mission?, Barmen 1879.
- Ein Fahrenhöft, Leipzig 1888 (unter dem Namen Ernst Schrill).
- Sein Erbe, Leipzig 1889 (unter dem Namen Ernst Schrill).
- Zweimal gestorben, Leipzig 1889 (unter dem Namen Ernst Schrill).
- Aus Rußlands Steppen, Leipzig 1891 (unter dem Namen Ernst Schrill).
- Die deutschen Pächter in Rußland, Berlin 1891 (unter dem Namen Ernst Schrill).
- Erntegedanken Gottes, Düsseldorf 1892.
- Die Natschalniza, Leipzig 1892 (unter dem Namen Ernst Schrill).
- Paul Lindau, Schwerin i.M. 1892 (unter dem Namen Ernst Schrill).
- Um freien Glauben, Berlin 1892 (unter dem Namen Ernst Schrill).
- Jesus und das Geld, Düsseldorf 1893.
- Steppenbilder und Steppenleute, Leipzig 1893 (unter dem Namen Ernst Schrill).
- Fliehe die Lüste der Jugend!, Düsseldorf 1894.
- Heimwärts, Leipzig 1894.
- Im Wegewinkel, Düsseldorf 1894.
- Manöver oder Schlacht?, Düsseldorf 1894.
- Mosaik, Düsseldorf 1894.
- Die Geschichte eines Spruches, Düsseldorf 1895.
- Ist der Kurs richtig?, Düsseldorf 1895.
- Mein Fremdenbuch, Leipzig 1895.
- Mein letzter Abend, Düsseldorf 1895.
- Das Salz der Erde, Leipzig 1895.
- Sozialdemokratie und Christentum, Düsseldorf 1895.
- Weihnachtsbüchlein für kleine und große Kinder, Düsseldorf 1895.
- „Auf der Walze!“, Berlin 1896.
- Der Brautwächter, Berlin 1896 (unter dem Namen Ernst Schrill).
- Confirmationsrede am 22. März 1896, Düsseldorf 1896.
- Dreierlei Glauben – und was glaubst Du?, Düsseldorf 1896.
- Die Seligkeit der Reichen, Düsseldorf 1896.
- Von hüben und drüben, Leipzig 1896 (unter dem Namen Ernst Schrill).
- Ein Wort über das Duell, Düsseldorf 1896.
- Den Niagara hinunter und was dann?, Düsseldorf 1897.
- Abschiedspredigt über Jes. 45, 23 - 24, Düsseldorf 1898.
- Am Lebensstrom, Düsseldorf 1898.
- Doktor Vorwärts' zweite Trauung, Leipzig.
  - 1 (1898).
  - 2 (1898).
- Im Schatten der Schuld, Halle a.S. 1898 (unter dem Namen Ernst Schrill).
- Konfirmationspredigt, Düsseldorf 1898.
- Momentbilder vom Carneval, Düsseldorf 1898 (unter dem Namen Ernst Schrill).
- Evangelisationsvorträge, Düsseldorf-Grafenberg.
  - 1. Der Schiffbruch des Glaubens, 1899.
  - 2. Ist mit dem Tode alles aus?, 1899.
  - 3. Das Leben nach dem Tode, 1899.
  - 4. Der Wegweiser zum Glück, 1900.
  - 5. Die Aufhebung der Schwerkraft, 1900.
  - 6. Die Last der Brüder, 1900.
  - 7. Lohnt sich's zu leben?, 1900.
  - 8. Lohnt sich's zu sterben?, 1902.
  - 9. Stark im Herrn, 1902.
- Die halbe Verlobung, Halle 1899.
- Oberlicht, Kassel 1899.
- Freie Liebe und wahre Ehe, Zürich 1900.
- Lebendige Worte, Kassel 1900.
- Um freien Glauben, Berlin 1900 (unter dem Namen Ernst Schrill).
- Der Vasenpfennig, Halle 1900.
- Vom braven Schlingel und andere Geschichten für die Jugend, Berlin 1900 (unter dem Namen Ernst Schrill).
- An der Schwelle des Glaubens, Hagen i.W. 1901.
- Der kleine Beter, Leipzig 1901.
- Menschenfragen und Gottesantworten, Düsseldorf 1901.
- Seine Spuren in der Steppe, Berlin 1901.
- Sieben Bitten an die Gemeinschaftsbewegung, Hagen 1901.
- Heimwärts, Hagen i.W. 1902 (unter dem Namen Ernst Schrill).
- Der Herr ist mein Hirte!, Hagen i.W. 1902.
- Sieben Bitten an die evangelischen Pfarrer Deutschlands, Hagen i.W. 1902.
- Die goldene Feder. Heilserum, Berlin 1903 (unter dem Namen Ernst Schrill).
- Den Meinen erzählt!, Hagen i.W. 1903 (unter dem Namen Ernst Schrill).
- Menschwerdung, Hagen i.W. 1903 (unter dem Namen Ernst Schrill).
- Naturtrieb und Sittlichkeit, Hagen i.W. 1903.
- Die Wahlpflicht der Christen, Hagen i.W. 1903.
- Das Geheimnis unseres Leidens, Hagen i.W. 1904.
- Lebendiges Echo, Hagen i. Westf. 1904.
- Der unbekannte Gott, Hagen i.W. 1904.
- Wildes Taufen, Hagen i.W. 1904 (unter dem Namen Ernst Schrill).
- Woher? Und wohin?, Hagen i.W. 1904.
- Drinnen oder draußen?, Hagen i. Westfalen 1905.
- In der Furche, Hagen i.W. 1905.
- Muß es wirklich ein Weltgericht geben?, Hagen i.W. 1905.
- Gesprengte Fesseln, Hagen i.W. 1906.
- Ein Höhenweg, Hagen i.W. 1906.
- Der Schiffbruch des Glaubens, Hagen i.W. 1906.
- Sein Eigen, Hagen i.W. 1906.
- Unter der Last!, Hagen i.W. 1906.
- Zungensünden, Hagen i.W. 1906.
- Das geschlechtliche Problem in der Kinderstube, Hagen i. Westf. 1907.
- Kirchlich-sozial nach Theorie und Praxis, Berlin 1907.
- Der Charakter Gottes und das Unglück von Messina, Hagen i.W. 1909.
- Neutestamentliche Bücher in erbaulichen Bibelstunden, Hagen i.W.
  - 1. Der erste Johannisbrief, 1909.
  - 2. Der Brief des Jakobus, 1911.
  - 3. Der Brief an die Kolosser, 1914.
- Signale aus der unsichtbaren Welt!, Hagen i.W. 1909.
- Von der Heilung der größten Armut, Berlin 1909.
- Mein Abendsegen!, Hagen 1910.
- Beiträge der Erfahrung zum Problem der Bekehrung, Hagen i.W. 1911.
- Naturwissenschaft und Bibel, Hagen i.W. 1911.
- Um die Kanzel, Hagen i.W. 1911 (unter dem Namen Ernst Schrill).
- Volkspredigten, Berlin.
  - 1 (1911).
  - 2 (1912).
  - 3. Freie Texte, 1913.
  - 4. Neue (Eisenacher) Evangelien, 1913.
  - 5. Die sonntägliche Predigt, 1914.
  - 6 (1915).
  - 7. Neue Volkspredigten in der Kriegszeit, 1916.
  - 8. Volkspredigten im dritten Kriegsjahr, 1917.
  - 9. Volkspredigten im vierten Kriegsjahr, 1918.
  - 10. Neue (Eisenacher) Episteln, 1919.
  - 11. Neue (Eisenacher) alttestamentliche Lektionen, 1921.
  - 12. Freie Texte, 1921.
  - 13. Freie Texte, 1922.
- Die Auferstehung des Fleisches, Berlin 1913.
- Die beiden letzten Parteien der Weltgeschichte, Berlin 1913.
- Die Kinder vom toten Hofe, Freiburg i.Br. 1913 (unter dem Namen Ernst Schrill).
- Mittel gegen das Sterben, Berlin 1913.
- Die Bibel und der Krieg, Freiburg i. B. 1914.
- Du ahnst es nicht!, Freiburg i.Br. 1914 (unter dem Namen Ernst Schrill).
- Heimkehr Gottes, Freiburg i. Br. 1914.
- Ist Gott neutral?, Freiburg i. B. 1914.
- Land, Land, Land, höre des Herrn Wort!, Berlin 1914.
- Mars consolator!, Freiburg i. B. 1914.
- Unter dem Christbaum, Freiburg i. B. 1914.
- Vom deutschen Patriotismus, Freiburg i. B. 1914.
- Im bombensichern Unterstand, Freiburg i. B. 1915.
- Unsere Kriegsgräber, Berlin 1915.
- Weihnachten auf Horchposten, Nowawes 1915.
- Weihnachten im Feld!, Berlin 1915.
- Zusammenklang, Freiburg 1915.
- Die Kriegskosten der Weltgeschichte, Freiburg i. Br. 1916.
- Der Segen des festen Verhältnisses!, Nowawes 1916.
- Todestrauer und Lebenstrost, Freiburg i. Br. 1916.
- Aus meinem Leben, Meiringen.
  - 1 (1917).
  - 2 (1921).
- Meine Minuten, Freiburg.
  - 1 (1917).
  - 2. Blitze in der Nacht!, 1921.
- Warum gehst Du zum Abendmahl?, Freiburg i. B. 1918.
- Weltkrieg und Weltende, Freiburg 1918.
- Zur Naturgeschichte des Gewissens, Freiburg i. Br. 1918.
- „Bitte Himmel!“, Freiburg i. Br. 1919.
- Sonnige Seelsorge, Freiburg i. Br. 1919.
- „Wie ich ihm fluchen lernte!“, Freiburg i.Br. 1919.
- Schleudersteine, Freiburg i. Br. 1920.
- Ein Vatererbe, Freiburg i.Br. 1922.
- Der gesegnete Schlag, Freiburg i. Br. 1923 (unter dem Namen Ernst Schrill).
- Die Offenbarung Johannis, Basel 1924.
- Letzte Gabe, Berlin 1925.
- Vier Ärzte, Szillen, Ostpreußen, 1928.
- Die schönsten Geschichten, Meiringen 1942.